# Alma Cogan
Alma Cogan (Londen, 19 mei 1932 – aldaar, 26 oktober 1966) was een Britse zangeres. Ze had succes in de jaren '50 en de vroege jaren '60.
Cogan was bevriend met The Beatles. Ze werd The Girl With the Laugh/Giggle/Chuckle In Her Voice genoemd. In het midden van de jaren '50 was zij de meest succesvolle zangeres in het Verenigd Koninkrijk.

## Biografie
Alma Cogan werd in Londen geboren als Alma Angela Cohen en was van Russisch-Roemeense komaf. Haar ouders waren Joods.
Op 14-jarige leeftijd werd Cogan door Vera Lynn aanbevolen bij bandleader Ted Heath, maar die wees haar af omdat hij haar te jong vond. Cogan gaf niet op en vond werk als zangeres bij thé dansants en musicals en studeerde kledingdesign aan het Worthing Art College.
Op haar 20ste verjaardag nam Cogan haar eerste single op. Dat leidde tot radio-optredens zoals het bekende komische BBC-programma Take it from here, dat liep van 1948 tot 1960. In iedere aflevering zong Cogan, met een Amerikaans accent, een liedje tussen de sketches door. Een running gag was dat Dick Bentley verliefd op haar was. Aan de zijde van Bentley speelde ze in het programma Gently, Bentley.
Alma Cogan was een van de eerste Britse sterren die vaak te zien was op tv. Zij stond bekend om haar krachtig stemgeluid, vrolijk karakter en wijde jurken, die ze zelf ontwierp. Tussen 1956 en 1960 werd Alma Cogan door NME vier keer verkozen als Outstanding British Female Singer.
Door het succes van The Beatles en andere jongere zangeressen, onder wie Lulu, Dusty Springfield, Kathy Kirby, Cilla Black en Sandie Shaw, nam haar populariteit af in de jaren '60.
Brian Morris was de laatste man in haar leven. Hij was manager van een Londense nachtclub, en plande met Cogan te trouwen. Maar er werd eierstokkanker bij haar vastgesteld, en ze overleed op 26 oktober 1966 op 34-jarige leeftijd.

## Top 40 singles in het Verenigd Koninkrijk
- Bell Bottom Blues - No. 4 (1954)
- Little Things Mean A Lot - No. 11
- I Can't Tell A Waltz From A Tango - No. 6
- Dreamboat - No. 1 (1955)
- The Banjo's Back In Town - No. 17
- Go On By - No. 16
- Never Do A Tango With An Eskimo - No. 6
- Twenty Tiny Fingers - No. 17
- Willie Can! - No. 13 (1956)
- Why Do Fools Fall In Love? - No. 22
- The Birds And The Bees - No. 25
- In The Middle Of The House - No. 20
- You, Me And Us - No. 18 (1957)
- Whatever Lola Wants (Lola Gets) - No. 26
- The Story Of My Life - No. 25 (1958)
- Sugartime - No. 16
- Last Night On The Back Porch - No. 27 (1959)
- We Got Love - No. 26
- The Train Of Love - No.27 (1960)
- Cowboy Jimmy Joe - No. 31 (1961)